# Presidente da Macedônia do Norte

Brasão do Presidente

O Presidente da Macedônia do Norte ou Macedónia do Norte é o chefe de estado da Macedônia do Norte. A instituição foi criada depois da declaração de independência da Macedônia do Norte em 8 de setembro de 1991. O primeiro presidente a ocupar o cargo foi Kiro Gligorov, que também foi o chefe de estado mais velho até sua renúncia ao cargo em 1999. A presidência da Macedônia do Norte é um posto de carácter não executivo. O chefe do governo é o Primeiro Ministro da Macedônia do Norte. São requisitos legais para poder se tornar Presidente da Macedônia do Norte ser cidadão da Macedônia do Norte, ter mais de 40 anos de idade e ter vivido na Macedônia do Norte durante pelo menos 10 dos últimos 15 anos.

## História
Durante o período da República Socialista da Macedônia houve uma presidência coletiva que foi extinta em 1991. Seu primeiro presidente foi Metodija Andonov-Čento, eleito pela Assembleia Antifascista para a Libertação do Povo da Macedônia, e o último foi Angel Cemerski. Seguindo com a transição desde o sistema socialista até o parlamentarismo, a República Socialista da Macedônia mudou em 1991 o sistema anterior por um único cargo de presidente. Kiro Gligorov tornou-se em 27 de janeiro de 1991 o primeiro presidente eleito democraticamente na República Socialista da Macedônia.
Em 16 de abril de 1991 o Parlamento aprovou uma emenda à Constituição que eliminou o termo "Socialista" do nome oficial do estado, e em 7 de junho desse mesmo ano foi aprovado oficialmente o novo nome de República da Macedônia. Gligorov permaneceu nas funções de chefe de estado depois da mudança do nome, tornando-se o Presidente da República da Macedônia. Depois do início do processo de desintegração da Iugoslávia, a República da Macedônia proclamou sua total independência depois de realizar um plebiscito em 8 de setembro desse ano.
Gilgorov foi reeleito para um segundo mandato, e foi sucedido no cargo por Boris Trajkovski em 1999. Com a morte deste em 2004, seu sucessor foi Branko Crvenkovski. Gjorge Ivanov ocupou o cargo a partir de maio de 2009 com a vitória nas eleições presidenciais.

## Presidentes da República Socialista da Macedónia, que integrava aJugoslávia
- Metodija Andonov-Čento (1944-1951)
- Dimitar Vlahov (1951-1953)
- Emanuel Čučkov (1953-1967)
- Ljupčo Arsov (1967-1986)
- Angel Cemerski (1986-1991)

## Presidentes pós-independência
- Kiro Gligorov (1991-1999)
- Boris Trajkovski (1999-2004)
- Branko Crvenkovski (2004-2009)
- Gjorge Ivanov (2009-2019)
- Stevo Pendarovski (2019-2024)
- Gordana Siljanovska-Davkova (2024-presente)